# Campeonato Catarinense de Futebol de 1957
O Campeonato Catarinense de Futebol de 1957 teve a participação de 25 equipes, divididas em quatro zonas: Zona Oeste, Zona Leste, Zona Norte e Zona Sul.

## Equipes participantes

### Zona Oeste
| Equipe           | Município |
| ---------------- | --------- |
| Sadia            | Concórdia |
| Pery Ferroviário | Mafra     |
| Campeã: Sadia    |           |

### Zona Leste
| Equipe                | Município     |
| --------------------- | ------------- |
| Avaí                  | Florianópolis |
| Figueirense           | Florianópolis |
| Paula Ramos           | Florianópolis |
| Bocaíuva              | Florianópolis |
| América               | Joinville     |
| Caxias                | Joinville     |
| Operário              | Joinville     |
| São Luiz              | Joinville     |
| Carlos Renaux         | Brusque       |
| Paysandu              | Brusque       |
| Olímpico              | Blumenau      |
| Marcílio Dias         | Itajaí        |
| Almirante Barroso     | Itajaí        |
| Estiva                | Itajaí        |
| Campeã: Carlos Renaux |               |

### Zona Norte
| Equipe           | Município            |
| ---------------- | -------------------- |
| Acaraí           | Jaraguá do Sul       |
| Baependi         | Jaraguá do Sul       |
| São Francisco    | São Francisco do Sul |
| Ypiranga         | São Francisco do Sul |
| Juventus         | Rio do Sul           |
| Campeã: Ypiranga |                      |

### Zona Sul
| Equipe               | Município    |
| -------------------- | ------------ |
| Hercílio Luz         | Tubarão      |
| Ferroviário          | Tubarão      |
| Comerciário          | Criciúma     |
| Henrique Lage        | Lauro Müller |
| Campeã: Hercílio Luz |              |

## Fase final
Os times vencedores de cada zona se classificaram para as semifinais. O Hercílio Luz enfrentou o Ypiranga e venceu os dois jogos. Na outra chave, o Carlos Renaux enfrentou o Sadia e também venceu as duas partidas. Com isso, Hercílio Luz e Carlos Renaux garantiram vaga para a decisão do campeonato.
A primeira partida da final, realizada em Brusque, foi vencida pelo Carlos Renaux por 3x1. No segundo confronto, em Tubarão, o Hercílio Luz saiu vitorioso por 4x2. Como os times ficaram empatados (5x5), foi realizado um terceiro jogo em Florianópolis. O Hercílio Luz venceu a partida por 2x0 e conquistou o título do Campeonato Catarinense pela primeira vez.
|  | Semifinais      | Semifinais    | Semifinais | Semifinais |   |  | Final                      | Final | Final | Final |
|  |                 |               |            |            |   |  |                            |       |       |       |
|  | 11 e 18 de maio |               |            |            |   |  |                            |       |       |       |
|  | Hercílio Luz    | 5             | 3          |            |   |  |                            |       |       |       |
|  | Ypiranga*       | 2             | 1          |            |   |  |                            |       |       |       |
|  |                 |               |            |            |   |  |                            |       |       |       |
|  |                 |               |            |            |   |  | 25 de maio, 1 e 8 de junho |       |       |       |
|  |                 |               |            |            |   |  | Hercílio Luz               | 1     | 4     | 2     |
|  |                 | Carlos Renaux | 3          | 2          | 0 |  |                            |       |       |       |
|  |                 |               |            |            |   |  |                            |       |       |       |
|  | 16 e 18 de maio |               |            |            |   |  |                            |       |       |       |
|  | Carlos Renaux   | 5             | 6          |            |   |  |                            |       |       |       |
|  | Sadia*          | 0             | 1          |            |   |  |                            |       |       |       |

*Os clubes citados tiveram a primeira partida jogada em casa.

## Campeão
| Campeonato Catarinense de 1957 |
| ------------------------------ |
| Hercílio Luz 1º Título         |